# La Mort de Belle
Pour les articles homonymes, voir La Mort de Belle (homonymie).
La Mort de Belle est un roman de Georges Simenon, daté par l'auteur du 14 décembre 1951 et paru en 1952. Il se place parmi les « romans durs » de son œuvre. 
Simenon écrit ce roman à Shadow Rock Farm, une grande maison dans le village de Lakesville, dans le comté de Litchfield, au Connecticut, où l'auteur vivait à l'époque. C'est à Lakeville et ses environs que se déroule l'action.

## Résumé
Un soir, à la saison des premières neiges, dans une bourgade de la campagne new-yorkaise. Pendant que sa femme Christine est allée faire un bridge chez des amis, Spencer Ashby est resté à la maison où, après avoir corrigé des copies d'élèves, il s'adonne à son passe-temps de sculpteur sur bois. Les Ashby, qui sont très unis, hébergent depuis un mois la fille d'une amie de Christine, Belle Sherman. Celle-ci, qui s'est rendue au cinéma du village, revient avant la fin de la soirée, pendant que Spencer est occupé dans son cagibi. Christine rentrera plus tard. 
Le lendemain matin, à peine arrivé au collège, Spencer est rappelé d'urgence on a trouvé Belle étranglée dans sa chambre. Rien ne peut expliquer ce meurtre.
Commence aussitôt une enquête qui met Spencer en présence du coroner Bill Ryan, puis du lieutenant Averell, de la Police d’État : les interrogatoires qu'il subit lui sont pénibles et il se sentira d'autant plus humilié que le principal du collège lui a demandé de ne pas se présenter en classe. 
Des renseignements pris par le F.B.I. en Virginie, où Belle a vécu, révèlent qu'elle a eu plusieurs aventures amoureuses et qu'elle est loin d'être la jeune fille sage que les Ashby imaginaient. On établit également que Belle ne s'était pas rendue au cinéma et qu'elle a été vue, le même soir, en compagnie d'un homme. Si le coroner soupçonne Spencer, Averell, lui, plus psychologue, comprend que sa naïveté est le meilleur garant de son innocence. 
Cependant, l'enquête piétine. Malgré la gentillesse de Christine, malgré la compréhension d'un policier, Mr Holloway, le moral de Spencer se dégrade. C'est que l'opinion publique ne lui est pas favorable. On goudronne la façade de sa maison d'un grand M (=Murderer), les enfants lui témoignent une curiosité suspecte, il se sent exclu de la communauté. Là-dessus, on le convoque à Litchfield pour être entendu de nouveau par le coroner Ryan. Alors qu'il s'attendait à être inculpé, il apprend qu'aucune charge, du moins jusqu'à présent, n'est retenue contre lui. 
Sur le chemin du retour, soulagé et détendu, il fait ce qu'il a toujours regardé comme défendu : il entre dans un bar. Il se rend ensuite dans une cafétéria où il rencontre par hasard la secrétaire de Ryan, miss Anna Moeller, avec laquelle la conversation prend un tour intime. Au sortir d'un dancing où ils ont achevé la soirée, tous deux repartent dans la voiture de Spencer. Celui-ci, que sa compagne a excité, se fait ridiculiser par elle à cause de son impuissance. Alors, soudainement éperdu, il l'étrangle. 
C'est le lieutenant Averell qui viendra l'arrêter. Personne désormais ne pourra croire qu'il n'est pas l'assassin de Belle. Personne, sauf un homme qu'il ne connaîtra jamais.

## Aspects particuliers du roman
Le personnage de Belle est évoqué à partir d'images interposées, et sa mort n'est que le point de départ d'une enquête qui va déranger un homme au point de le pousser vers un acte irresponsable : il finit par accomplir le geste meurtrier qui réalise celui dont il a été soupçonné.

## Fiche signalétique de l'ouvrage

### Cadre spatio-temporel
- Un village des États-Unis près de Litchfield (État de New-York)
- Époque contemporaine

### Personnages
- Spencer Ashby, Américain, professeur d'histoire à Crestview School, marié, pas d'enfants,, 40 ans
- Christine Ashby, son épouse, 42 ans
- Belle Sherman, célibataire, 18 ans
- Anna Moeller, secrétaire du coroner de Litchfield, célibataire

## Éditions
- Édition originale : Presses de la Cité, 1952
- Livre de Poche, n° 14222, 1999  (ISBN 978-2-253-14222-5)
- Tout Simenon, tome 6, Omnibus, 2002  (ISBN 978-2-258-06047-0)
- Romans, tome II, Gallimard, Bibliothèque de la Pléiade, n° 496, 2003  (ISBN 978-2-07-011675-1)
- Romans durs, tome 8, Omnibus, 2013  (ISBN 978-2-258-09395-9)
- Romans durs, tome 8, Omnibus, 2023  (ISBN 978-2-258-20265-8)

## Adaptations

### Au cinéma
- 1961 : La Mort de Belle, film français d'Édouard Molinaro, avec Jean Desailly, Monique Mélinand, Alexandra Stewart et Jacques Monod. L'action est transposée dans la région de Genève ;
- 2024 : Belle, film franco-belge de Benoît Jacquot, avec Guillaume Canet et Charlotte Gainsbourg. L'action est transposée en Essonne (avec tournage à Savigny-sur-Orge).

### À la télévision
- - 2009 : Jusqu'à l'enfer, téléfilm français réalisé par Denis Malleval, avec Bruno Solo, Delphine Rollin, Yvon Back et Cécile Rebboah, diffusé le 4 décembre 2009 sur France 2. L'action est transposée dans la région d'Orléans

## Source
- Maurice Piron, Michel Lemoine, L'Univers de Simenon, guide des romans et nouvelles (1931-1972) de Georges Simenon, Presses de la Cité, 1983, p. 166-167  (ISBN 978-2-258-01152-6)